# Slut Pop Miami
Slut Pop Miami é a terceira mixtape da cantora e compositora alemã Kim Petras. Foi lançado em 14 de fevereiro de 2024, pela Amigo e Republic Records. Serve como uma sequência de seu EP de 2022, Slut Pop e a segunda parte da série de EPs Slut Pop.

## Composição
O projeto conta com doze faixas. A Billboard chamou a coleção de "bomba de luxúria sexual positiva". Bernardo Sim, da Out, escreveu: "Este projeto também fornece comentários exagerados sobre o estado extremamente hipersexualizado da cultura LGBTQ+, para todas as partes boas e ruins que existem dentro dela."

## Recepção critica
A revista Clash avaliou o EP em 7 de 10.

## Alinhamento de faixas
Todas as faixas são produzidas por Dr. Luke. Todas as faixas foram escritas por Aaron Joseph, Kim Petras, Rocco Valdes, Ryan Ogren e Lukasz Gottwald, salvo especificação em contrário.
| Slut Pop Miami – Edição Padrão |                             |                                                    |                |         |  |
| N.º                            | Título                      | Compositor(es)                                     | Produtor(es)   | Duração |  |
| 1.                             | "Slut Pop Reprise"          |                                                    |                | 1:35    |  |
| 2.                             | "Gag on It"                 | Petras Aaron Jennings Joseph Ogren Valdes Gottwald |                | 1:39    |  |
| 3.                             | "Fuckin' This Fuckin' That" | Petras Aaron Jennings Joseph Ogren Gottwald        |                | 1:06    |  |
| 4.                             | "Banana Boat"               |                                                    |                | 2:21    |  |
| 5.                             | "Get Fucked"                |                                                    |                | 2:07    |  |
| 6.                             | "Rim Job"                   |                                                    |                | 2:40    |  |
| 7.                             | "Cockblocker"               |                                                    |                | 2:28    |  |
| 8.                             | "Butt Slutt"                |                                                    |                | 1:32    |  |
| 9.                             | "Head Head Honcho"          |                                                    |                | 3:01    |  |
| 10.                            | "Cubana"                    | Petras Jennings Joseph Ogren Gottwald              |                | 1:41    |  |
| 11.                            | "Whale Cock"                | Petras Valdes Ogren Gottwald                       |                | 1:50    |  |
| 12.                            | "Can We Fuck?"              |                                                    |                | 1:53    |  |
| Duração total:                 | Duração total:              | Duração total:                                     | Duração total: | 23:59   |  |

## Histórico de lançamento
| Região | Data                    | Formato                    | Versão | Gravadora      | Ref.         |
| ------ | ----------------------- | -------------------------- | ------ | -------------- | ------------ |
| Várias | 14 de fevereiro de 2024 | Download digital streaming | Padrão | Amigo Republic | [ 9 ] [ 10 ] |